# Högvakten i Stockholm

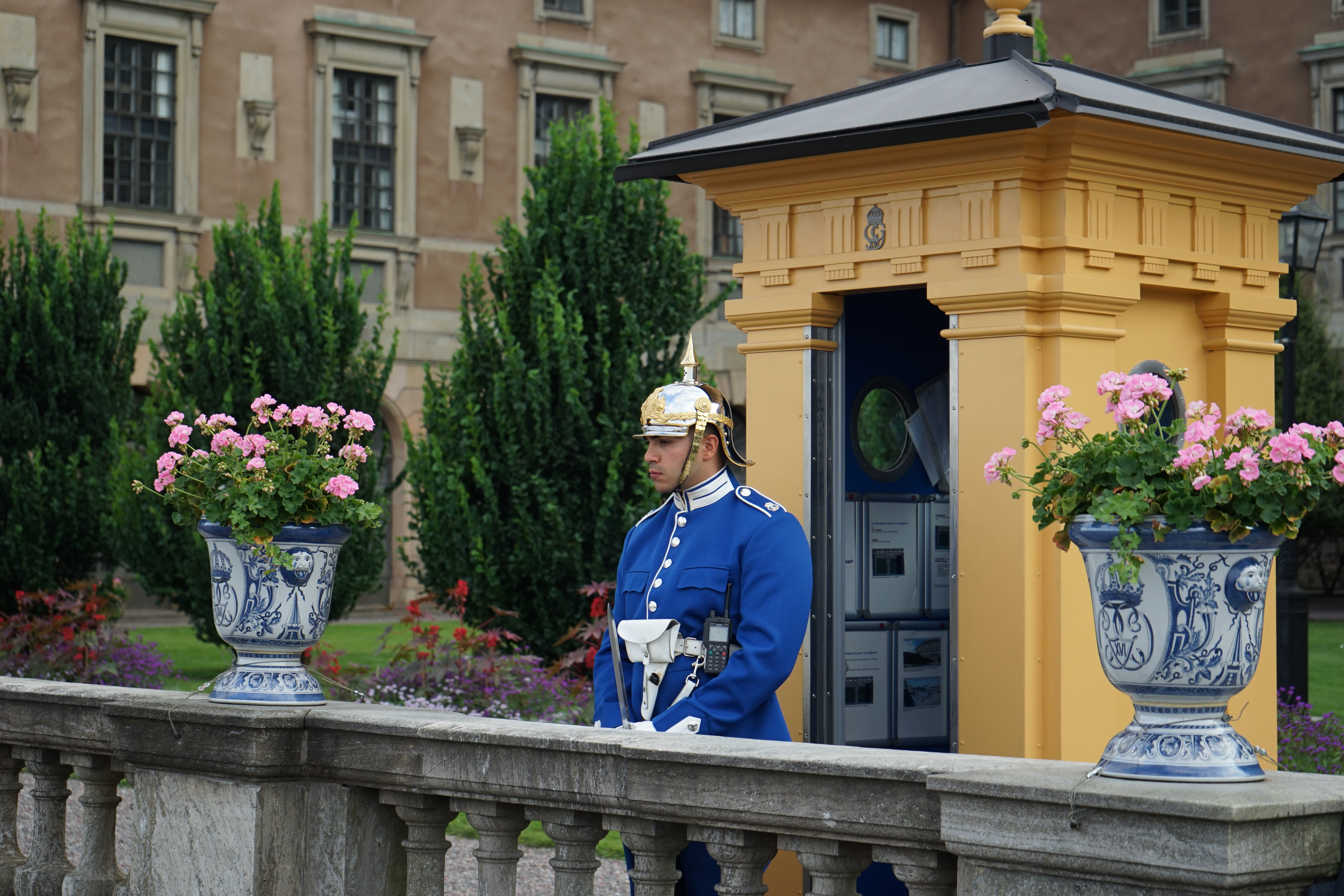
Högvakten i Stockholm 2015.

Högvakten vid Stockholms och Drottningholms slott är den högvaktsvaktstyrka inom svenska försvarsmakten som vaktar Stockholms slott och Drottningholms slott samt utgör statschefens och kungafamiljens honnörsvakt. Vakten ingår samtidigt i den militära beredskapen i Stockholm. 
Högvakten i Stockholm räknar sin historia tillbaka till 1500-talet, med kontinuerlig vakt vid Stockholms slott sedan 1523. Högvakten utgörs inte av en fast styrka, utan vakttjänsten delas av Försvarsmaktens olika förband. Livgardet är det förband som genomför flest vaktdygn, omfattande cirka 200 årligen. Utöver detta fördelas vakttjänsten mellan Försvarsmaktens olika förband, inklusive hemvärnet och andra frivilliga försvarsorganisationer.
Mellan april och september genomförs beridna vaktparader upp till Stockholms slott, avmarscherande från Livgardets kavallerikasern på Östermalm.

## Organisation
Som främste företrädare för Försvarsmaktens statsceremoniella verksamhet finns överkommendanten i Stockholm. Överkommendanten orienterar överbefälhavaren i frågor som rör den statsceremoniella verksamheten.
Chefen för Livgardet är tillika kommendant i Stockholm och ansvarar för högvakten. Under denne lyder en kommendantstab med säte i Högvaktsflygeln på Stockholms slott, vars chef är en överstelöjtnant, som biträder i ledningen och genomförandet av högvakten. Ledningen av den löpande vakttjänsten vid de två slotten sköts av en vakthavande major eller örlogskapten, vilken hämtas från det förband som svarar för vakten.

## Högvakten vid Stockholms slott
Högvakten består av vaktchef och ställföreträdande vaktchef, vilka båda skall vara officerare, samt manskap, totalt om cirka 35 man.

### Vaktparad och högvaktsavlösning
| Högvakt till fots ur Livgardet i sommaruniform på Skeppsbron (vänster) och vid Slottsbacken i vinteruniform, 2012. |  | Högvakt till fots ur Livgardet i sommaruniform på Skeppsbron (vänster) och vid Slottsbacken i vinteruniform, 2012. |
| Högvakt till fots ur Livgardet i sommaruniform på Skeppsbron (vänster) och vid Slottsbacken i vinteruniform, 2012. |  | |

Högvaktsavlösningen äger rum på slottets yttre borggård och genomförs antingen som stor högvaktsavlösning med musikkår eller spel (trumslagare och/eller trumpetare) eller som liten högvaktsavlösning utan musik och då även utan parad för fanan. 

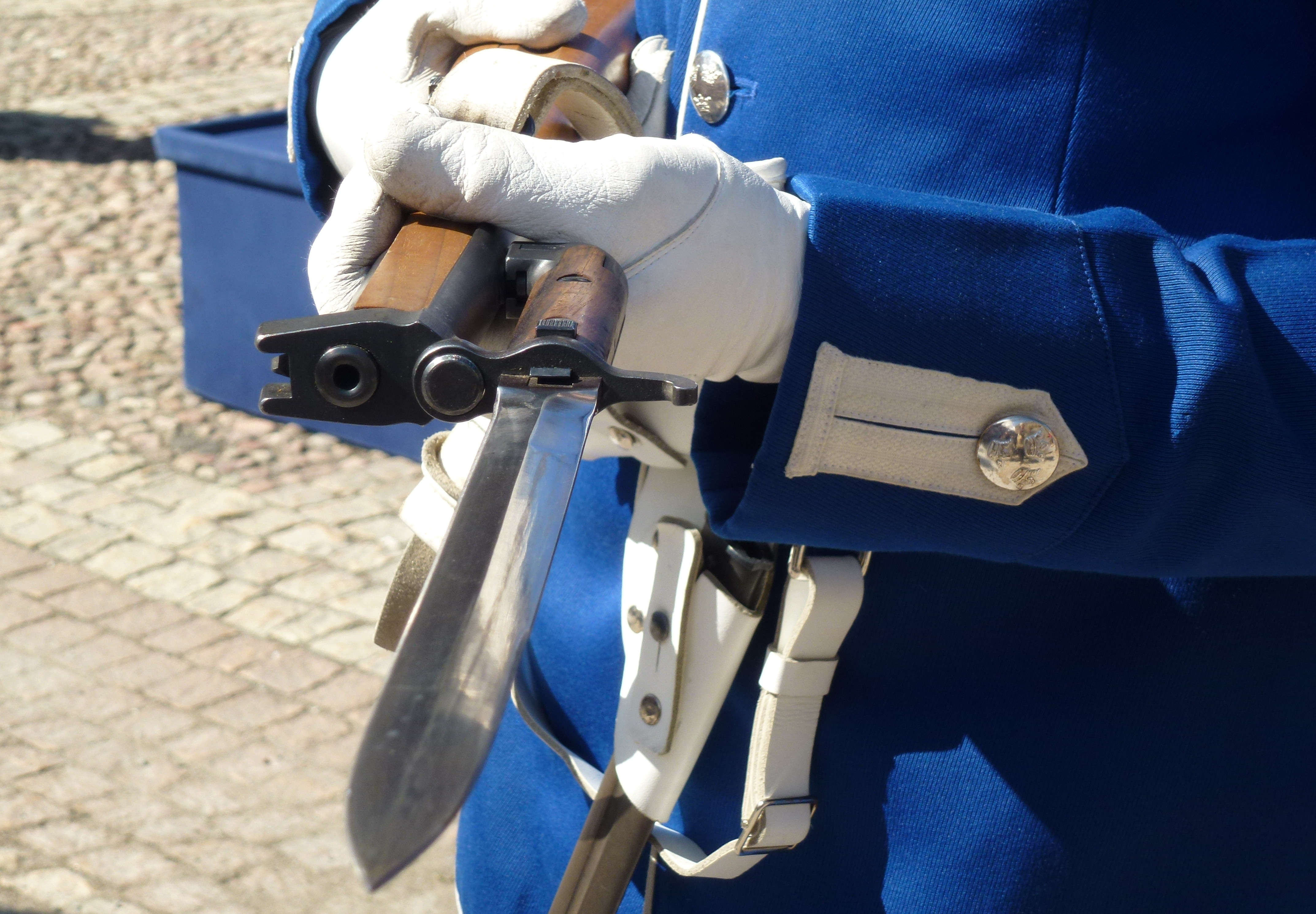
Högvakt med karbin och påsatt bajonett.

Högvaktsavlösning med musikkår och vaktparad genom Stockholm sker sommartid (juni–augusti) och i anslutning till jul, nyår och andra stora helger. Vaktparaden avgår vanligen från Armémuseum. Förband ur Flottan avmarscherar dock från Skeppsholmen och vid beriden vaktparad sker avmarsch från Kavallerikasern på Lidingövägen. Avmarsch kan vid särskilda tillfällen ske från andra platser. Under övrig tid sker högvaktsavlösning vanligtvis på onsdagar och lördagar och då enbart med spel. Avmarsch sker då från Mynttorget. Vid avlösning utan musik, sker avmarsch från Obelisken på Slottsbacken.

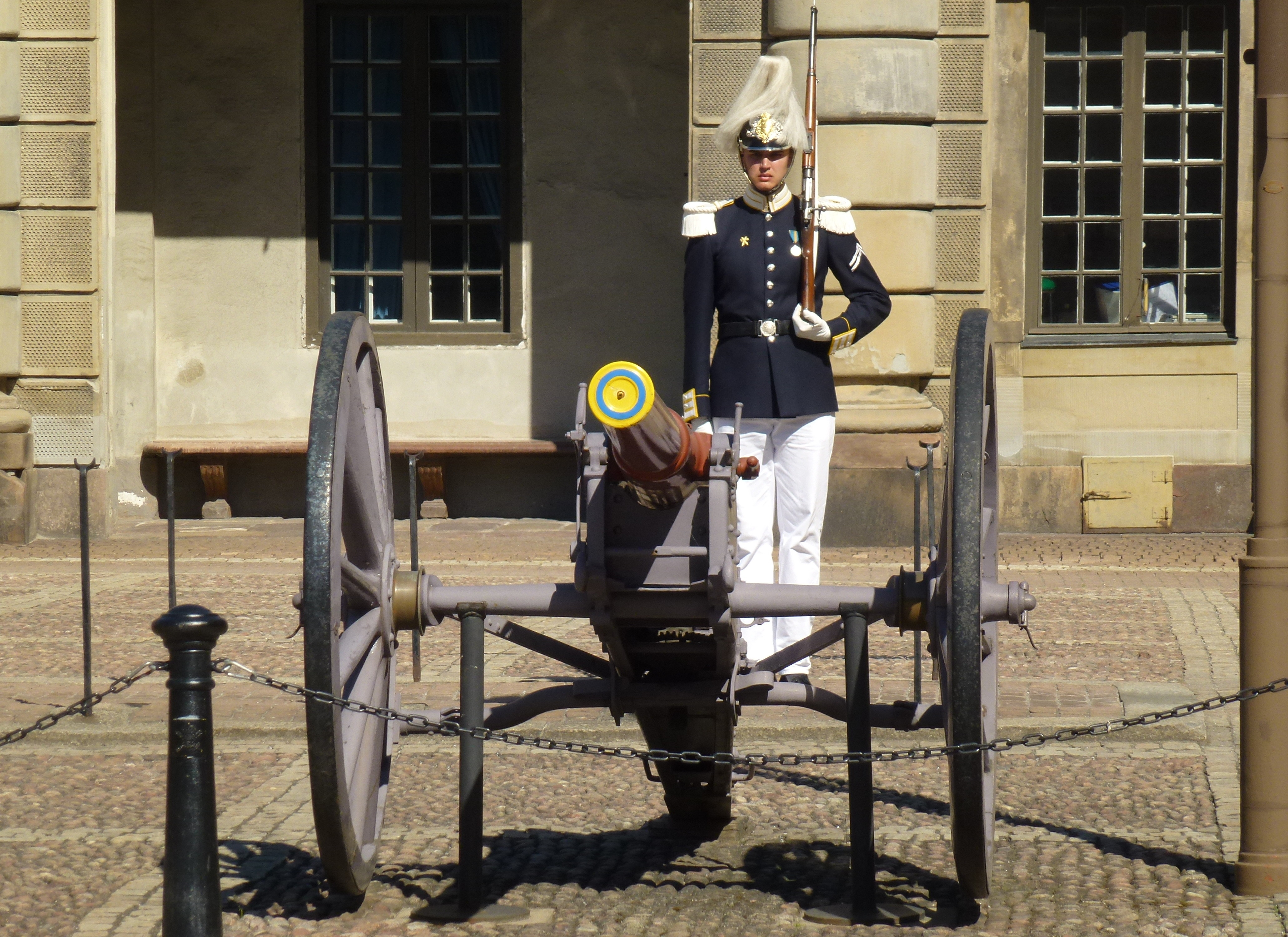
Högvakt med kanon den 8 juni 2013.

Då en och samma vaktstyrka svarar för högvakten under flera dygn (så kallad flerdygnsvakt) kan en avlösning i egentlig mening inte ske. För att sommartid kunna genomföra en vaktparad genom Stockholm även de dagar då det är flerdygnsvakt, genomförs vaktparad med stor postavlösning (med musikkår). En del av den tjänstgörande högvakten marscherar då genom Stockholm och en postavlösning genomförs enligt samma mönster som vid stor högvaktsavlösning.
Högvaktsavlösningen har tidigare skett på Slottets inre borggård med inmarsch från Norra Valvet. Likaså har avlösningsceremonin genomförts på flera olika sätt beroende på antalet deltagande soldater och deras indelning i vaktstyrkor och poster. Rutinerna för avlösningsceremonin är i grunden desamma som för alla avlösningar som genomfördes dagligen i alla kaserner överallt och fastställdes tidigt i det så kallade Tjänstgöringsreglementet. Ett huvudmoment är övertagandet av ansvaret för själva vaktuppgiften och ett annat är närvaron av ansvariga befälhavare och befattningshavare till exempel vakthavande officerare, dagunderofficerare med flera.
Högvaktsavlösningen är, framför allt under sommaren, en populär turistattraktion. Tillsammans med statsceremonier och de vanliga postavlösningarna uppskattas de samla minst 800 000 åskådare per år på yttre borggården.

#### Stor högvaktavslösning

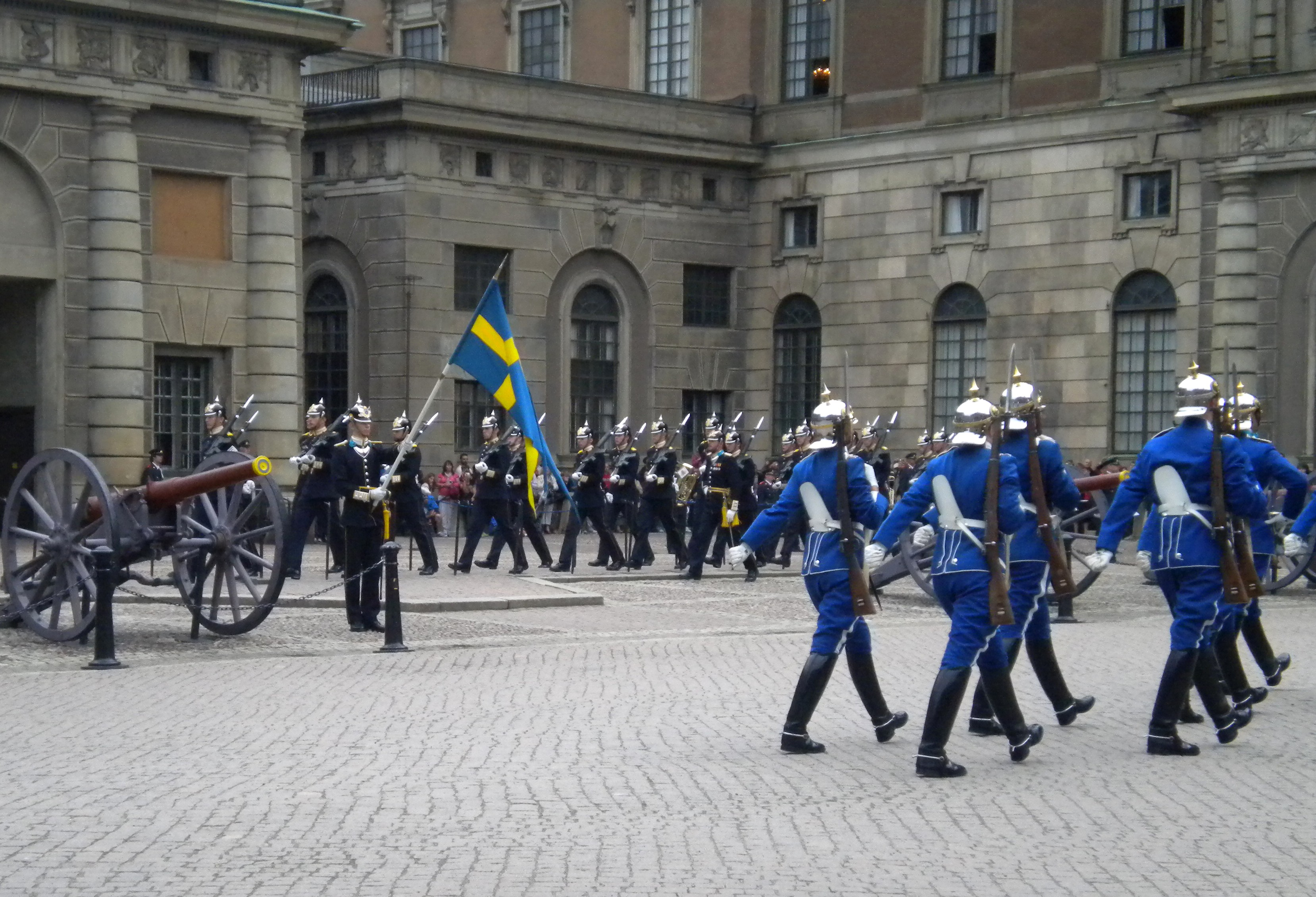
Avgående och pågående vakt byter plats.

Stor högvaktsavlösning genomförs idag enligt följande ordning:
1. Avgående vakt ställer upp vid gevärsbron.
2. Pågående vakt marscherar in på yttre borggården. Vid beriden vaktparad sitter därefter vakten av hästarna men musikkåren förblir uppsutten.
3. Vaktfana (örlogsflagga), samt eventuell regementsfana, förs framför vakten (parad för fanan). Då detta sker skyldrar soldaterna gevär, och vaktcheferna för sina sidogevär (sabel) till hälsning.
4. Avgående och pågående vaktcheferna hälsar på varandra och avlägger rapport.
5. Postavlösningarna marscherar fram och anmäls klara varefter de avmarscherar.
6. Avgående och pågående vakt byter plats.
7. Konsert eller figurativt program av musikkår.
8. Postavlösningarna återkommer efter att ha bytt poster på slottet.
9. Avgående vakt avmarscherar.
10. Fanan troppas.
11. Musikkåren avmarscherar.
12. Vakttjänsten fortsätter.

#### Beriden vaktparad

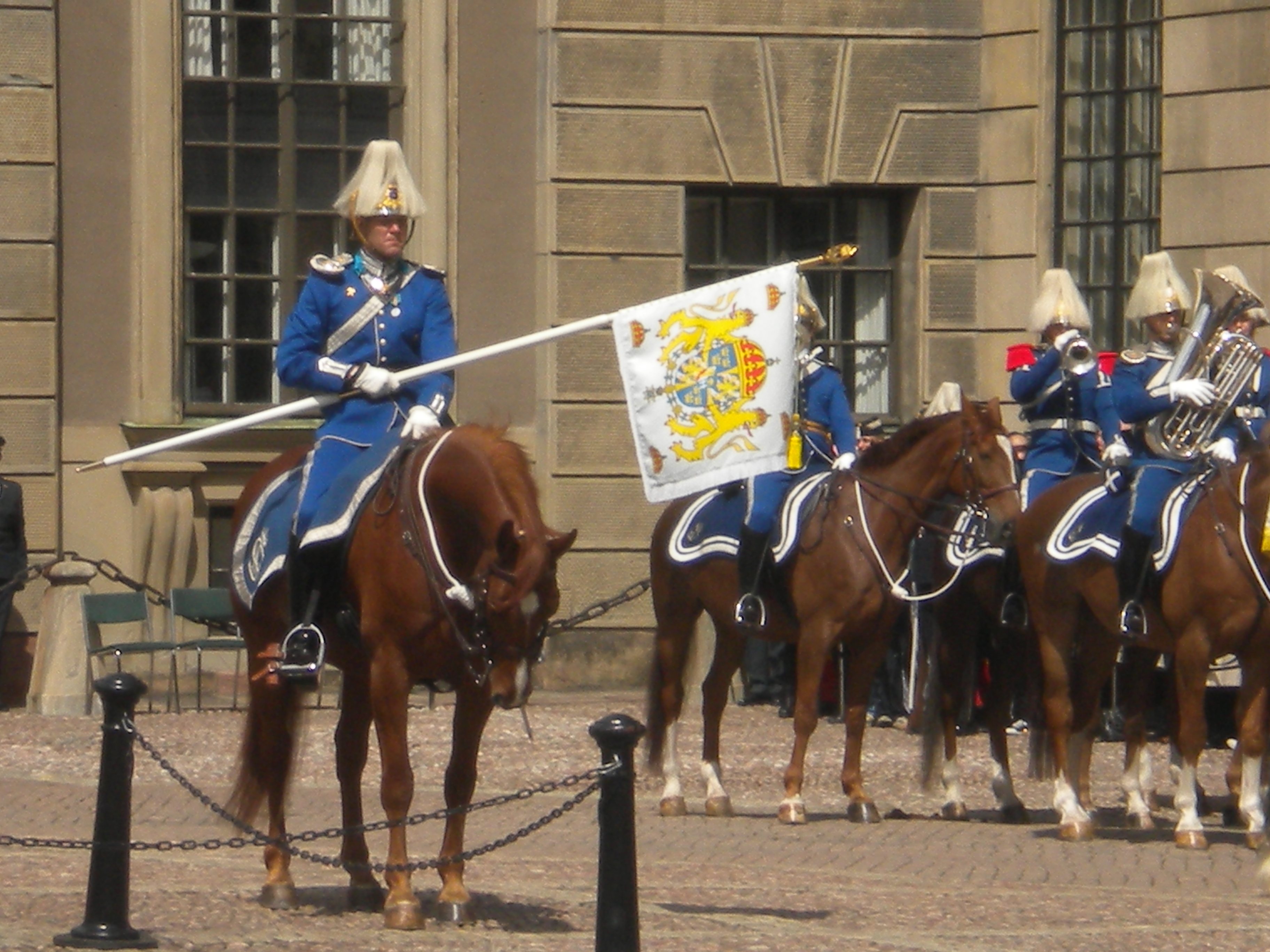
K1:s standar.

Beriden vaktparad (också kallad beriden högvakt) genomförs idag av enheter ur Livgardet åtföljda av den beridna Livgardets Dragonmusikkår som svarar för musikarrangemangen under själva paraden. Denna verksamhet är baserad i Livgardets kavallerikasern, tidigare formellt K1, på Östermalm. Beriden vaktparad sker för närvarande utvalda dagar (cirka 40–45 totalt) under perioden april–augusti. Vid beriden vaktparad sitter vakten av hästarna före själva vaktavlösningen medan musikkåren förblir till häst. Högvaktstjänsten utförs till fots.
Hästarna som används vid beriden vaktparad ägs numera av Stiftelsen för den beridna högvakten, vilken ställer hästarna till Försvarsmaktens förfogande. Under 1980-talet föreslogs flera gånger att den beridna högvakten skulle läggas ned, då kostnaden ansågs hög och försvaret sedan länge slutat använda hästar i övrigt. För att rädda verksamheten bildades 1985 Föreningen för den beridna högvakten. Stiftelsen för den beridna högvakten bildades därefter 1987 gemensamt av föreningen, staten och Stockholms stad. Hästarna fördes genom regeringsbeslut över till stiftelsen och är därigenom inte längre en del av Försvarsmaktens budget. Föreningen för den beridna högvakten har drygt 22000 medlemmar.

### Historik

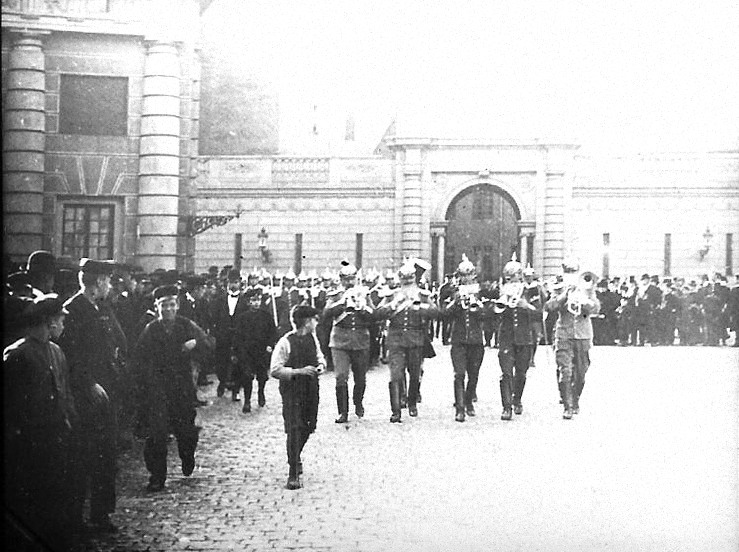
Högvaktsavlösning cirka 1910.

En permanent vakt vid Stockholms slott inrättades 1523. Till mitten av 1800-talet bestod vakten av cirka 100–200 man. Den svarade då även för Stockholms ordningshållning och brandförsvar. Särskilda vaktlokaler (corps de garde) fanns tidvis även på vid Gustaf Adolfs torg, Norrmalms torg, Östermalms torg och Södermalms torg. När ordningspolis och brandväsende infördes, kunde vaktstyrkan reduceras. En ytterligare minskning kunde göras 1906, då all bevakning utanför Gamla stan, bland annat vakter på Gustav Adolfs torg och Södermalmstorg, drogs in. Beteckningen högvakt för vakten vid Stockholms slott fastställdes först 1874, även om denna benämning hade använts till och från under 1800-talet. Tidigare användes beteckningen slottsvakt.
Vakten hämtades ursprungligen från Livgardet (från 1792 Svea livgarde) och dess föregångare. Då Andra gardesregementet (senare kallat Andra livgardet och Göta livgarde) bildades 1790 togs även detta regementet i anspråk för vakten på slottet. Som ett resultat av unionen med Norge var det Norska gardet 1856–1888 placerat i Stockholm och användes då också för högvaktstjänst. De beridna gardesförbanden togs däremot ursprungligen inte i anspråk för högvakten, då de istället svarade för kunglig eskort- och ordonnanstjänst. Införandet av bilar vid hovstallet gjorde att behovet av beriden eskort minskade och de beridna förbanden kunde istället användas för högvaktstjänst. Högvakt med beriden vaktparad utfördes första gången i oktober 1906 av Livregementets dragoner.
Vid krig eller liknande hände det att andra enheter än gardesförbanden tillfälligt fick bestrida slottsvakten. Så tjänstgjorde Stockholms borgerskaps militärkårer under Gustav III:s ryska krig 1788-1790 samt under Finska kriget 1808–1809. Likaså tjänstgjorde Upplands och Västmanlands regementen 1813. Tyska regementen har också gjort högvakt; vid statskuppen mot kung Gustaf IV Adolf 1809 tjänstgjorde Engelbrechtenska regementet med hemmagarnison i Svenska Pommern.
Från 1500-talet fram till 1850 fanns på slottet även en särskild artillerivakt. Denna vakt hade ursprungligen till uppgift att bemanna befästningsartilleriet på slottet, men behölls även efter det att Stockholms slott hade upphört att vara en befästning. Som ett minne av artillerivakten är fortfarande fyra kanoner placerade vid gevärsbron på yttre borggården. Denna vakt bestreds från 1794 av Svea artilleriregemente med 1 officer och 7 artillerister, senare minskat till 1 officer och 3 artillerister. Denna vakt skulle rycka ut med dragna sablar och bemanna kanonerna då högvakten gick i gevär. På borggården stod från ca 1790 till 1884 två 12 pundiga ryska kanoner tagna som troféer av Livgardet vid Landstigningen vid Kachis kapell.
Utöver gardesförbanden började under senare delen av 1800-talet även andra förband ur Stockholms garnison mer regelbundet gå högvakt. Delvis berodde detta på att större fältövningar medförde att gardesförbanden inte fullt ut kunde tjänstgöra som högvakt. Under 1900-talet andra hälft breddades uttagningen till högvakten  till att omfatta hela försvarsmakten. Första gången en styrka ur Hemvärnet gick högvakt var 1943 och senare har även andra frivilliga försvarsorganisationer svarat för högvakten. Sedan 2007 har Livgardet haft ett särskilt högvaktskompani med anställda soldater en period under vintern, då det ej funnits värnpliktiga enheter att tillgå för högvaktstjänst. Åren 2010–2018 var den allmänna värnplikten vilade i fredstid. Därmed blev högvaktsavlösningen den 30 juni 2010 den sista med en vaktstyrka bestående av värnpliktiga soldater.. Sedan sin tillkomst på 1500-talet har högvakten huvudsakligen bestridits av yrkessoldater, vilket nu åter är fallet, innan att värnpliktsutbildningen återaktiverades 2018.
Tre gånger, 1999, 2004 och 2009, har högvakten, inklusive befäl, utgjorts enbart av kvinnor – alla tre gångerna genom en styrka bestående av medlemmar i Riksförbundet Sveriges lottakårer (2009 hämtades dock vakthavande major från Amfibieregementet). 1999 bestod även musikkåren av enbart kvinnor, genom Hemvärnets Kvinnliga Musikkår. Vakthållningen 2004 genomfördes i samband med Lottornas 80-årsjubileum samt 2009 i samband med lottornas 85-årsjubileum.

### Historiska bilder

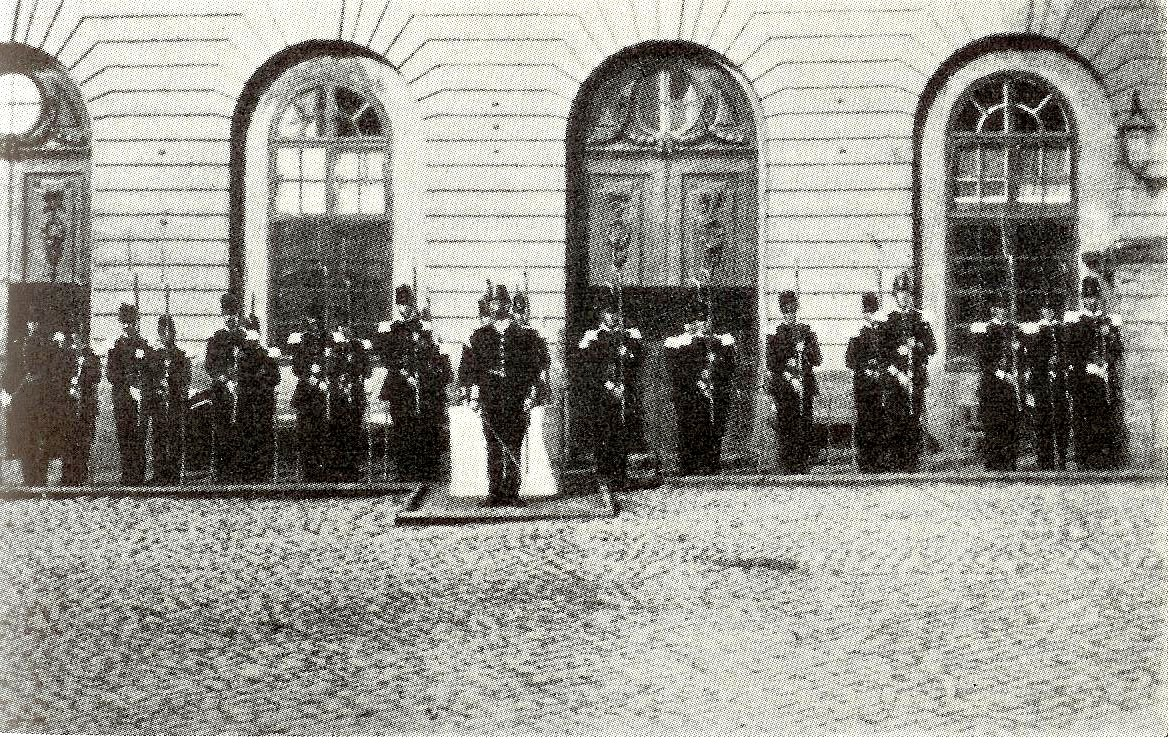
Andra livgardets högvakt på Gustaf Adolfs torg 1869. Corps de garde i Arvfurstens palats nuvarande Utrikesdepartementet.
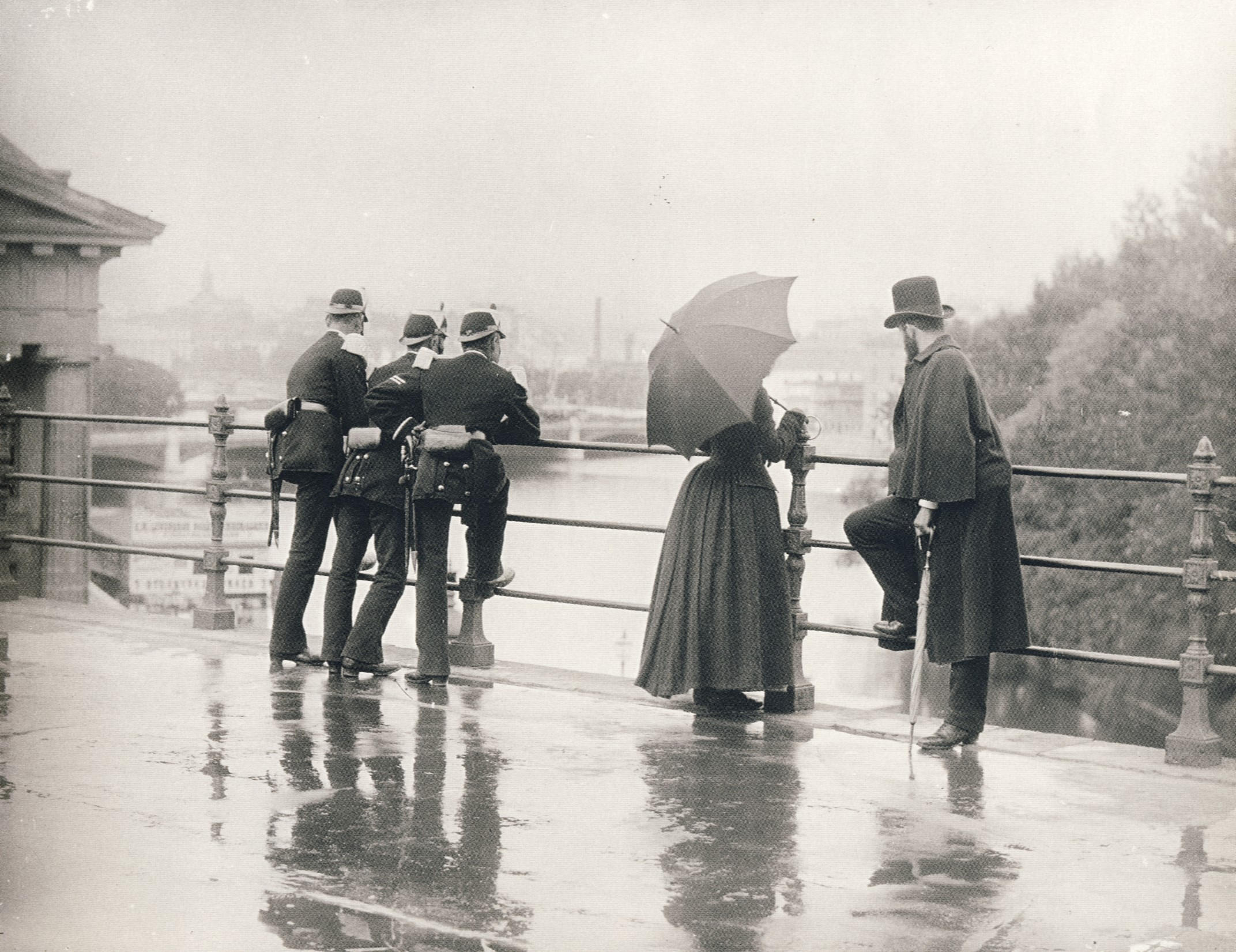
På Högvaktsterrassen 1888, känt fotografi av Frans Gustaf Klemming.
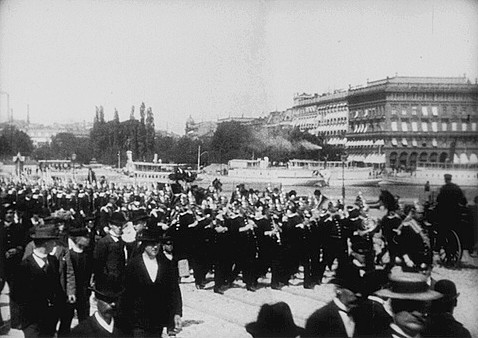
Vaktparaden anländer till Slottet 1897, stillbild från en film av Alexandre Promio.
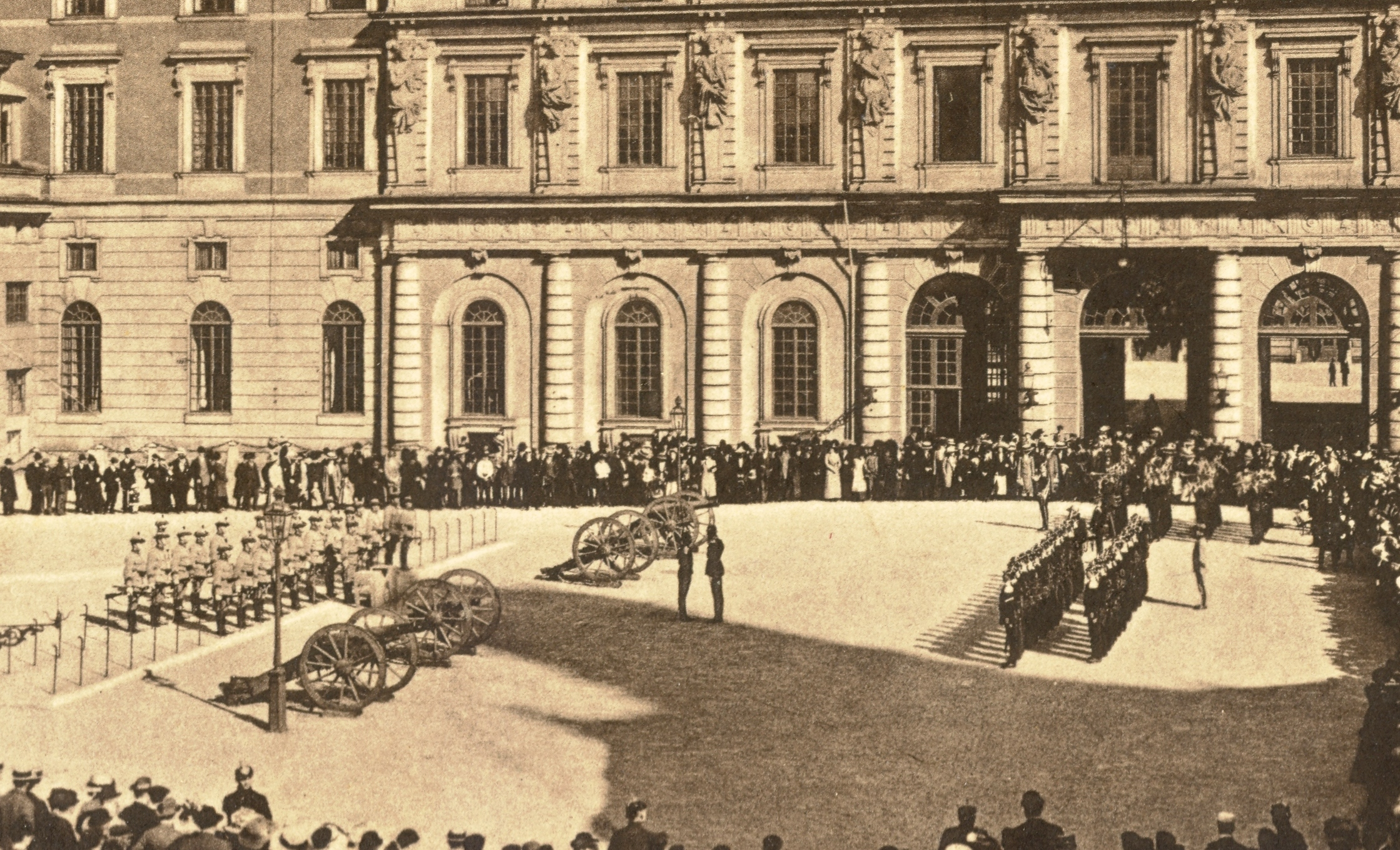
Avgående och pågående vakter uppställda på yttre borggården. I mitten av bilden hälsar vaktcheferna på varandra. Början av 1910-talet.

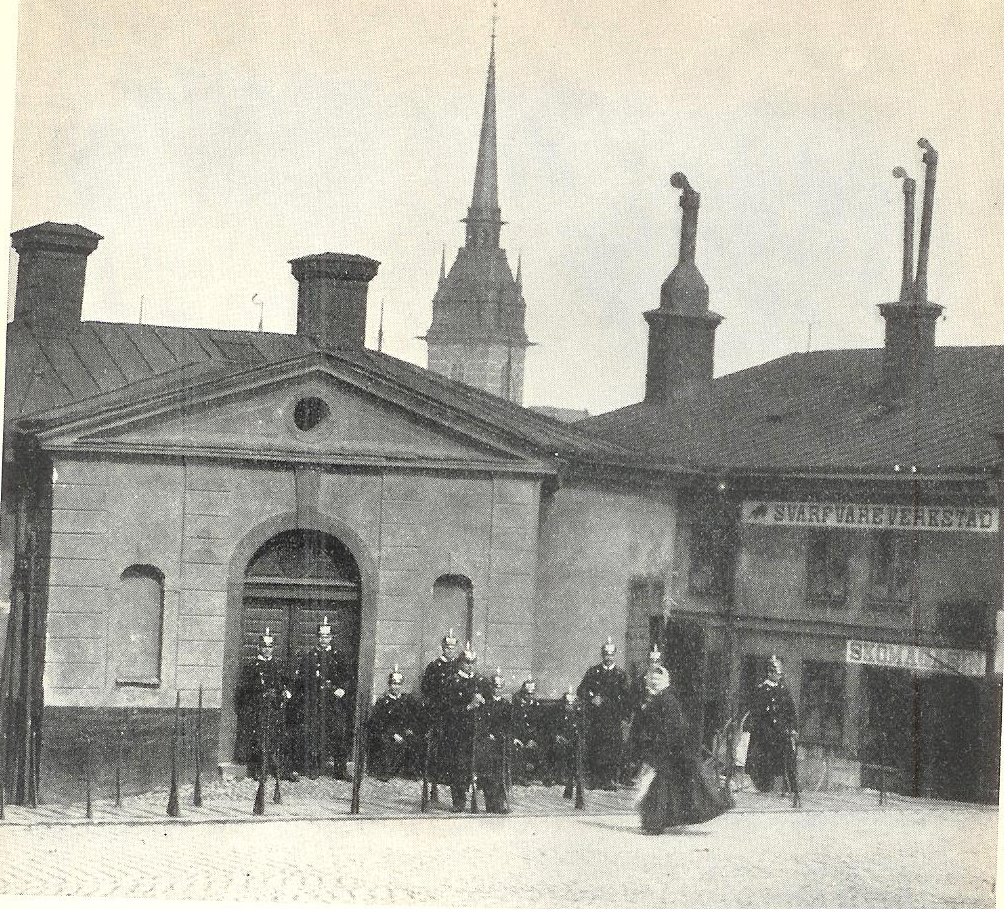
Högvakten vid Södermalmstorg framför corps de garde.

### Nutida bilder

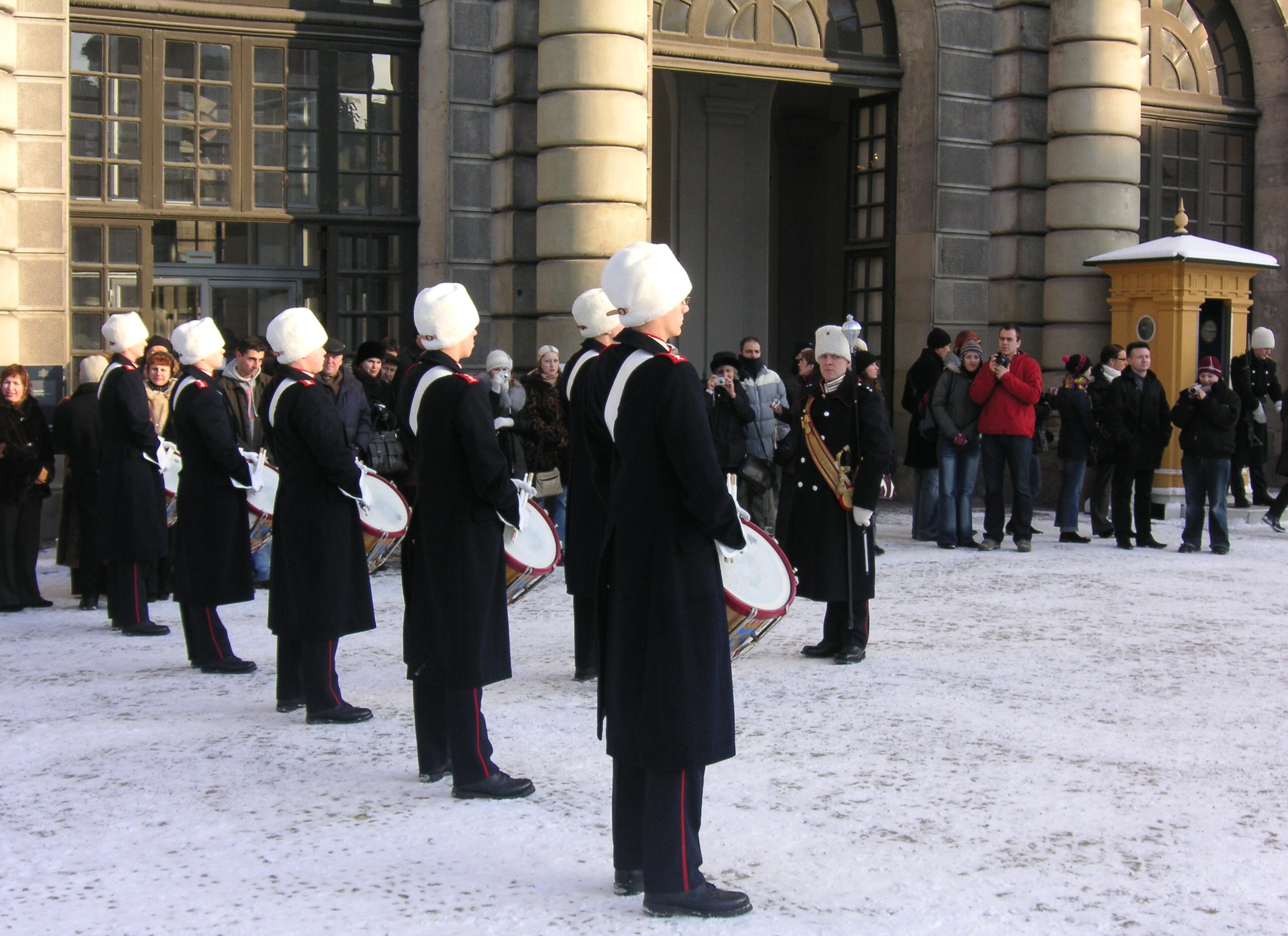
Trumslagare på yttre borggården, vinter 2006.
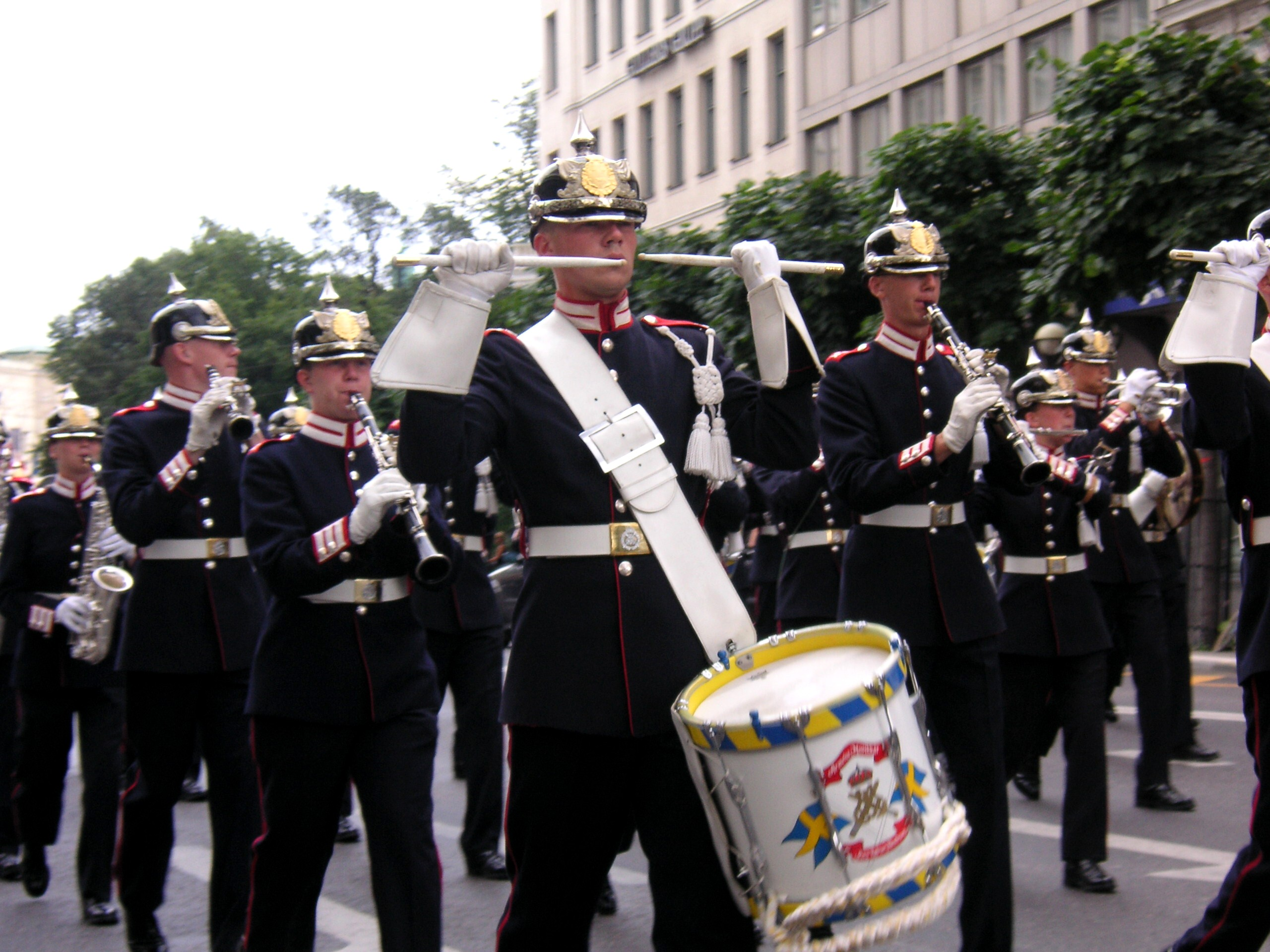
Armens Musikkår på Hamngatan, sommar 2006.
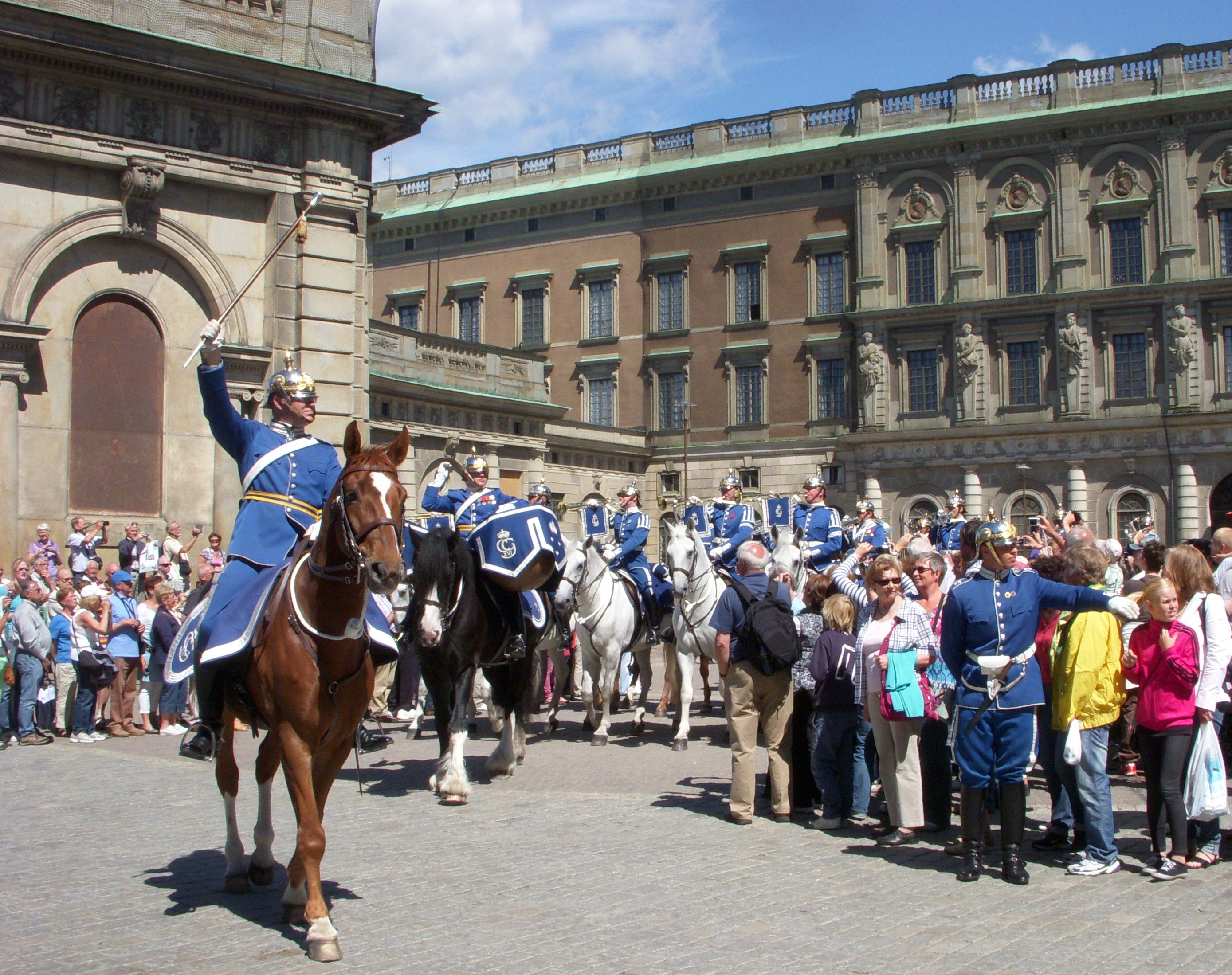
Beridna högvakten och turister, sommar 2010.
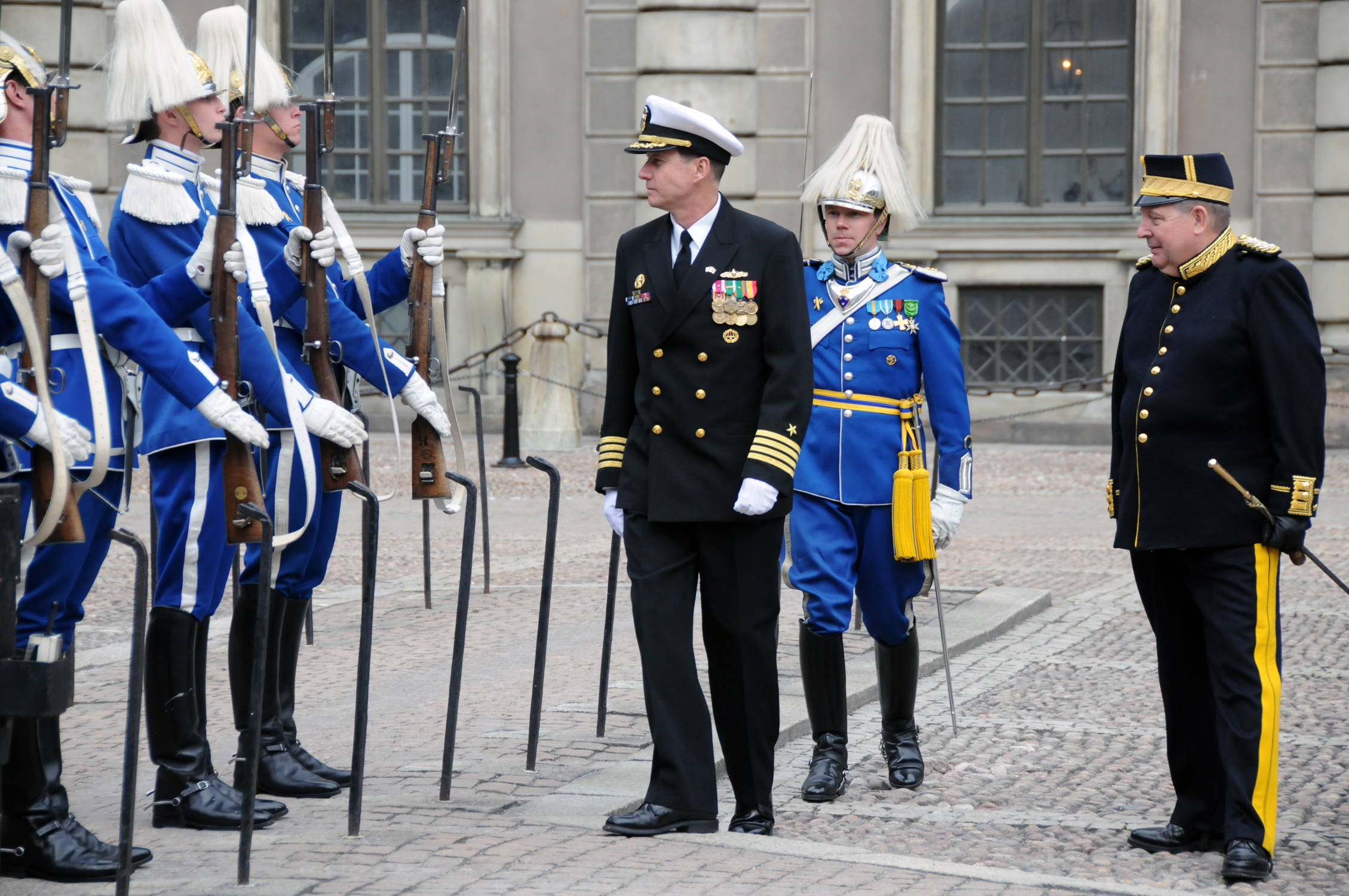
Kommendör Tim Mahan, befälhavare på USS Vicksburg (CG-69), inspekterar högvakten, 2010.

## Högvakten vid Drottningholms slott
Högvakten på Drottningholms slott svarar för bevakningen av slottet på motsvarande sätt som högvakten vid Stockholms slott. Vaktstyrkan utgörs av cirka 25 man. Högvaktsavlösningen på Drottningholm äger vanligtvis rum samtidigt som avlösningen vid Stockholms slott. Den genomförs dock i ett något mindre format än vid Stockholms slott och utan medverkan av musikkår eller spel.
Under 1900-talet och även under tidigare århundraden har en högvakt funnits på Drottningholms slott och på andra kungliga slott då den kungliga familjen vistats där. En permanent högvakt vid Drottningholms slott har funnits sedan 1981, då kungafamiljen flyttade sin fasta bostad till slottet. Vakten hämtas som regel från samma förband som högvakten vid Stockholms slott. Tidigare deltog denna vaktstyrka ofta i vaktparaden till högvaktsavlösningen på Stockholms slott, för att därefter avmarschera för transport ut till Drottningholm. I dag åker Drottningholmsvakten som regel direkt till Drottningholm utan att delta i ceremonierna på Stockholms slott.

### Nutida bilder

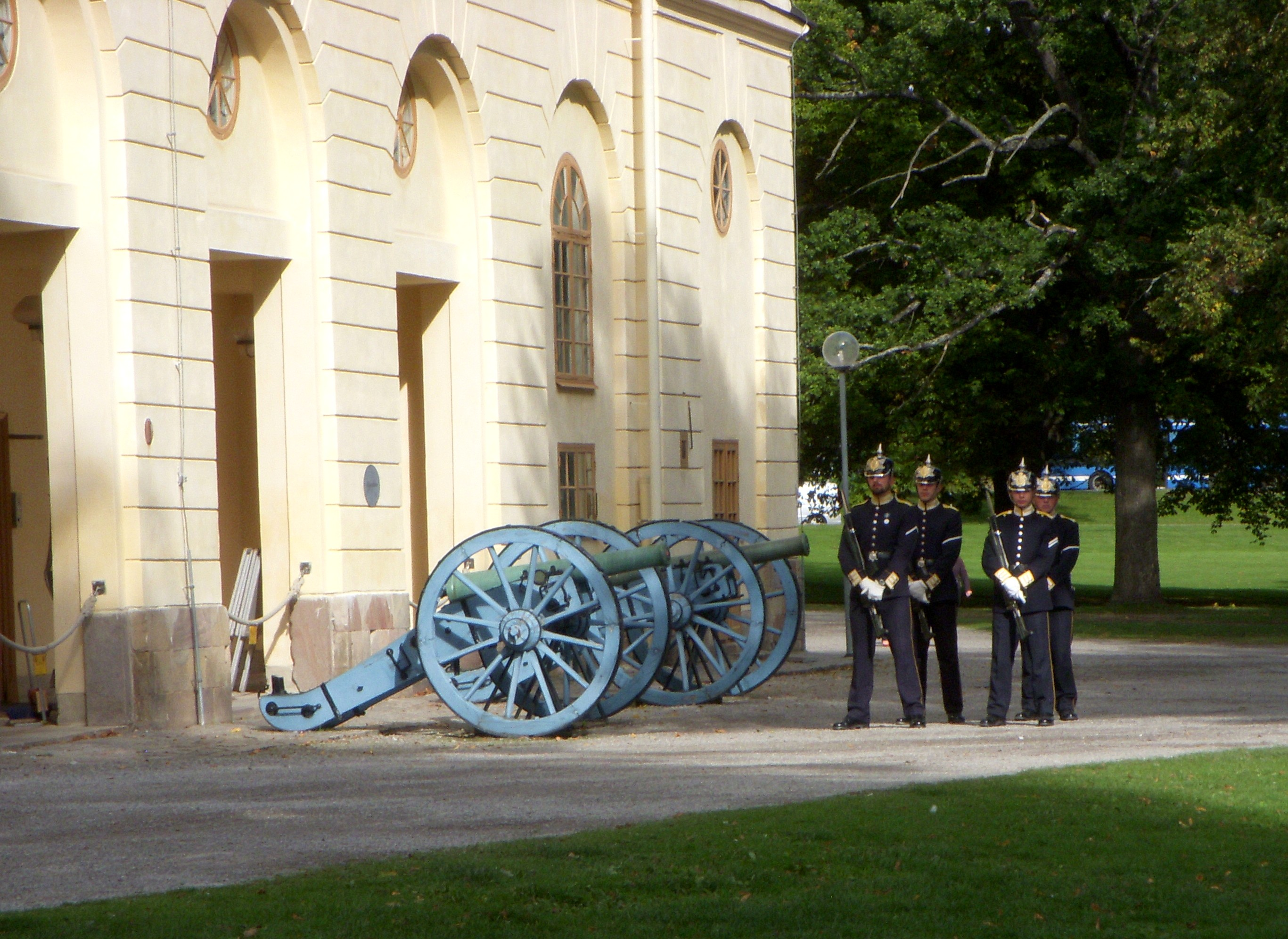
Högvakten framför Hovstallet, Drottningholms slott.
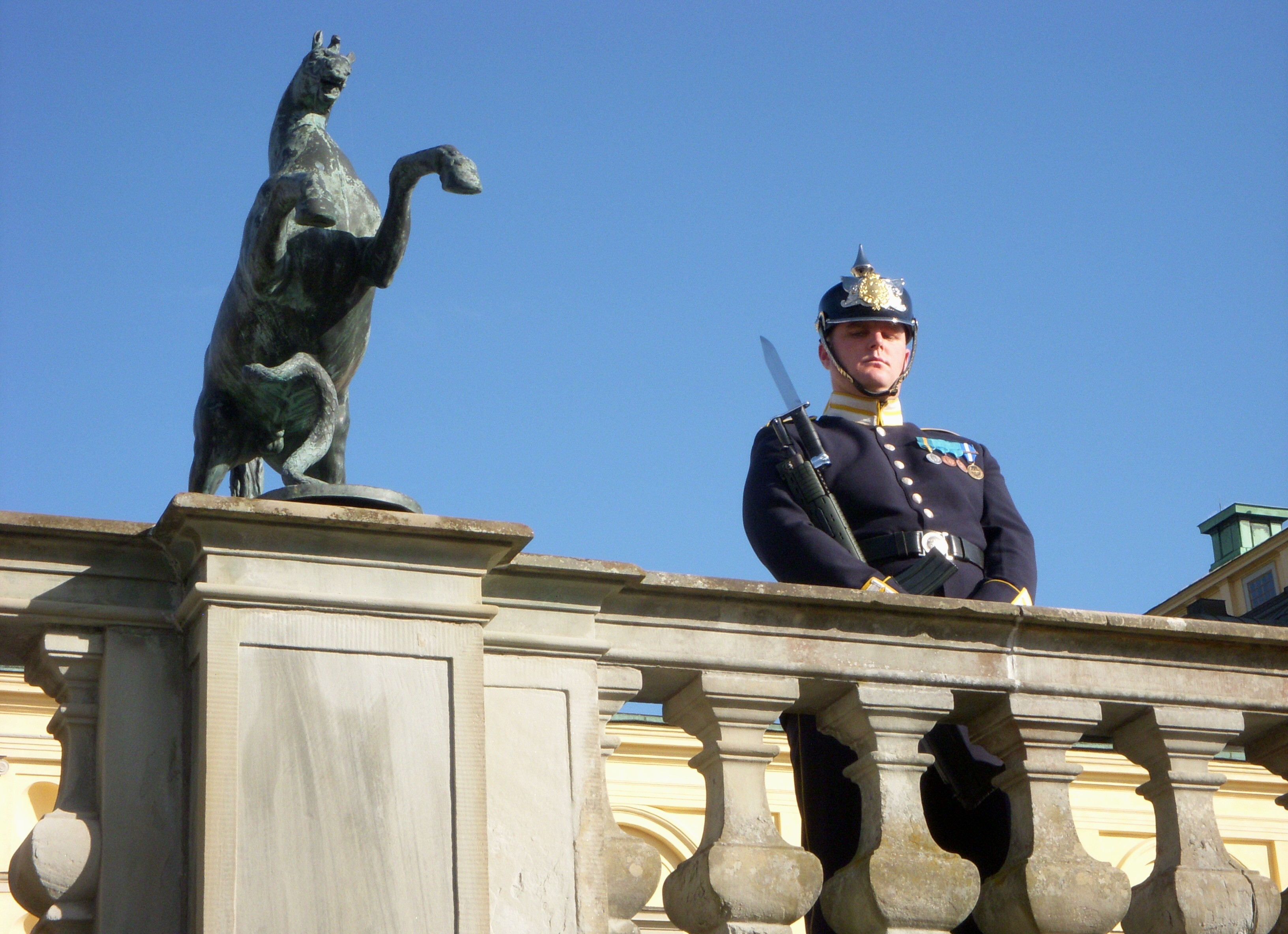
Högvakten på västra terrassen, Drottningholms slott.
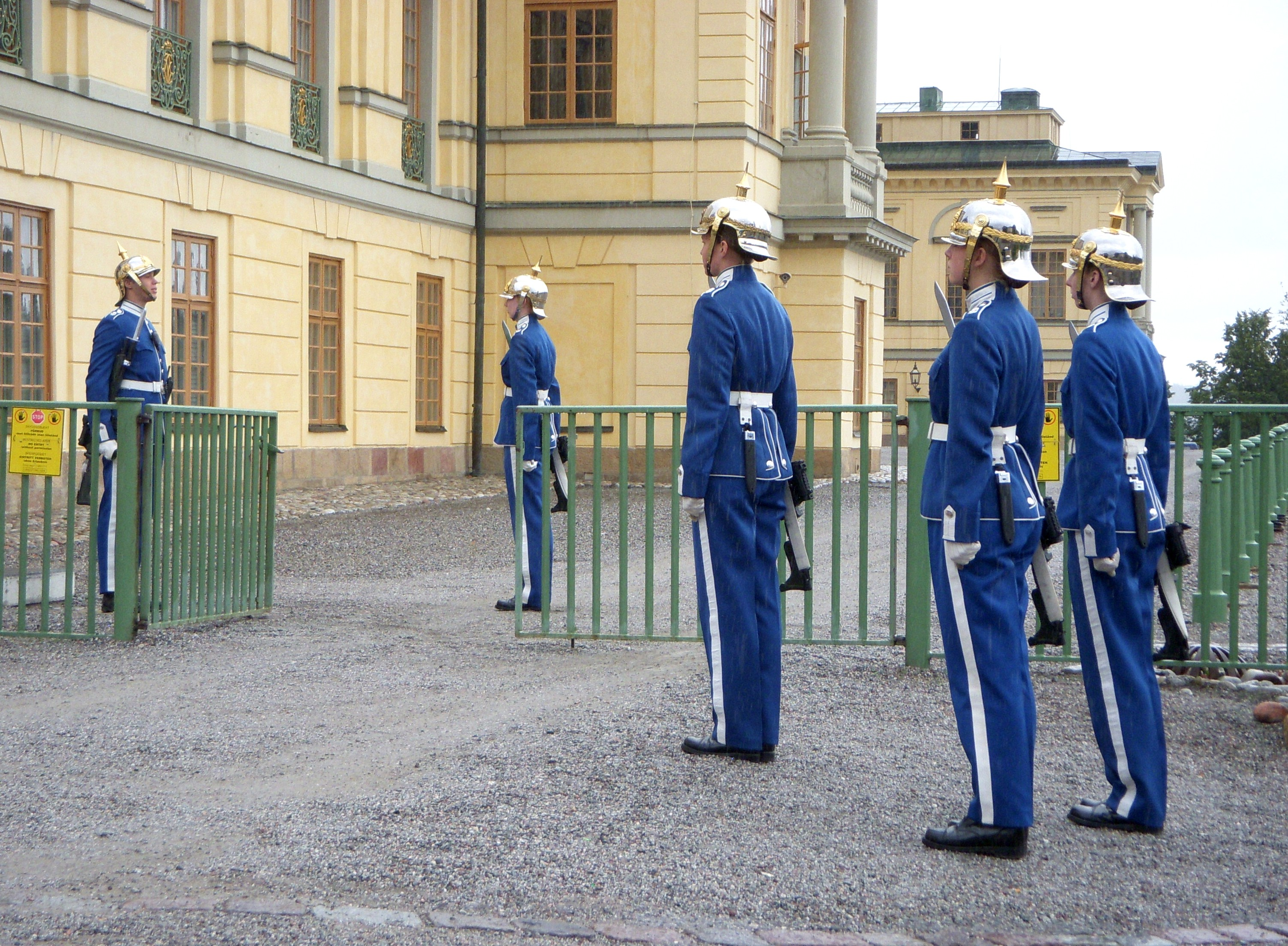
Vaktavlösning på västra terrassen, Drottningholms slott.
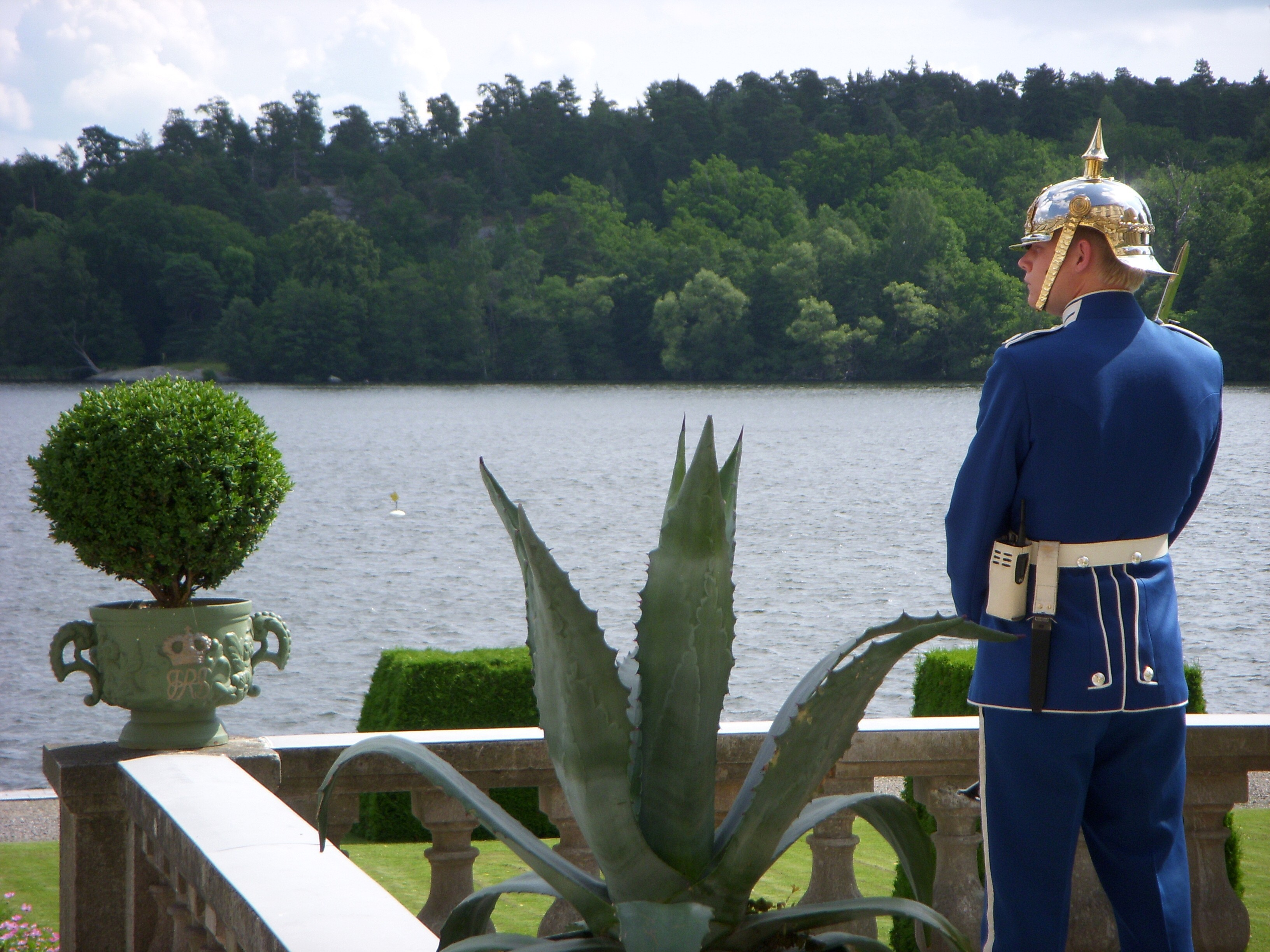
Högvakten på östra terrassen, Drottningholms slott.